# Étang de Thau
El étang de Thau (del francés: étang de Thau); en occitano: Estanh de Taur o cuenca de Thau (bassin de Thau) es el étang más grande de la región de Languedoc-Roussillon. Tiene una superficie de aproximadamente 75 km² y una profundidad media de 5,0 m (el punto más profundo es el agujero de la Bise, trou de la Bise, con 32 m). Su amplitud y profundidad, que lo distinguen de los étangs de la región, se explican por la geomorfología del sector: es el sinclinal de un pliegue en el que la anticlinal es la montaña de la Gardiole, al noreste. La laguna está conectado con el mar Mediterráneo por graus en Marseillan (el Pisse Saume) y en Sète.

## Geografía

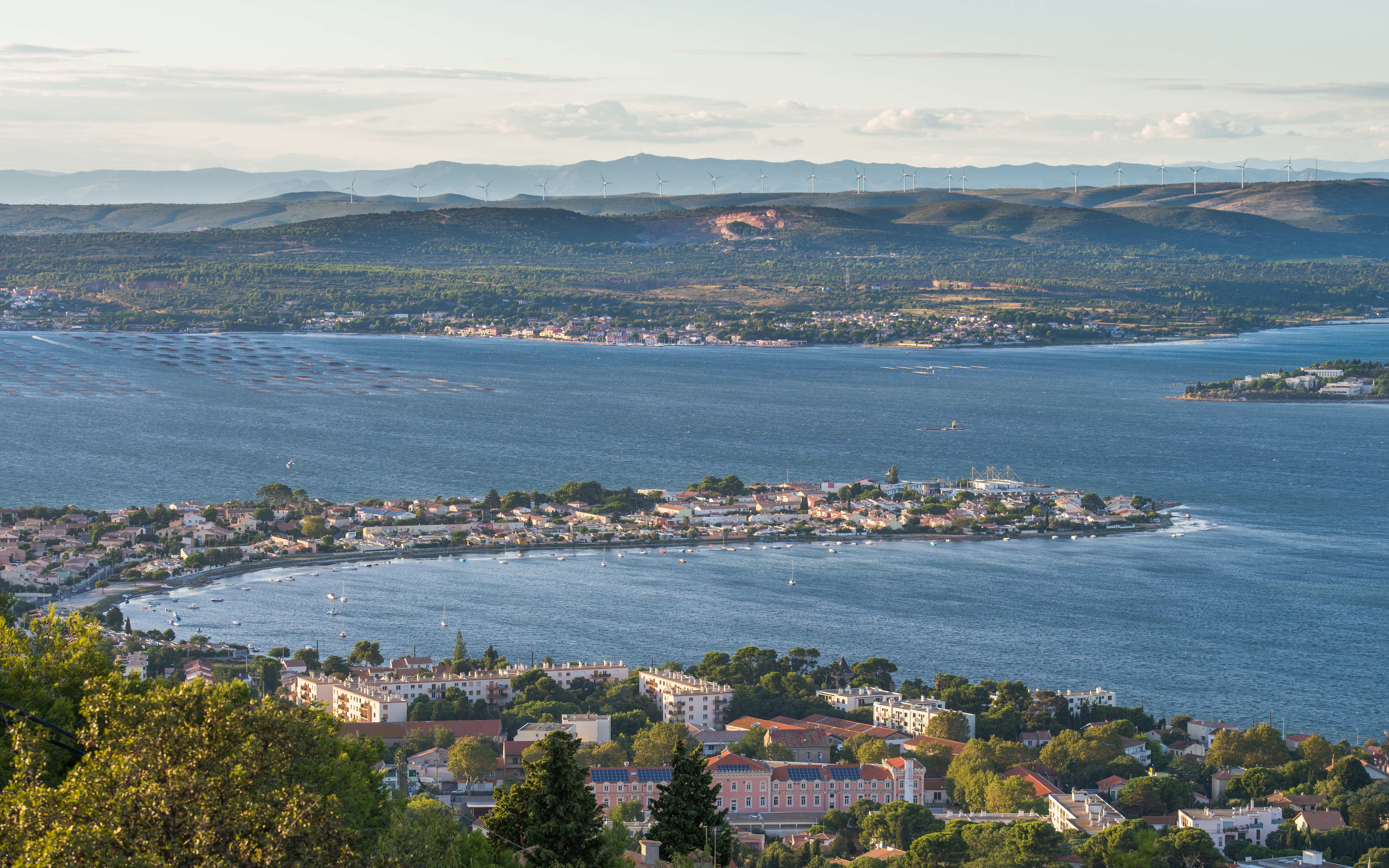

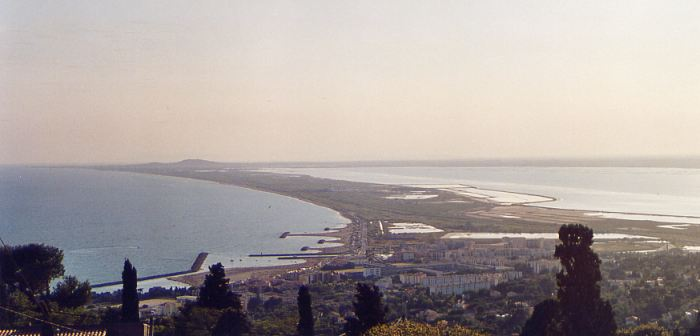
Playa de la Corniche que une Sète con Agde (en el horizonte); a la derecha, el étang de Thau.

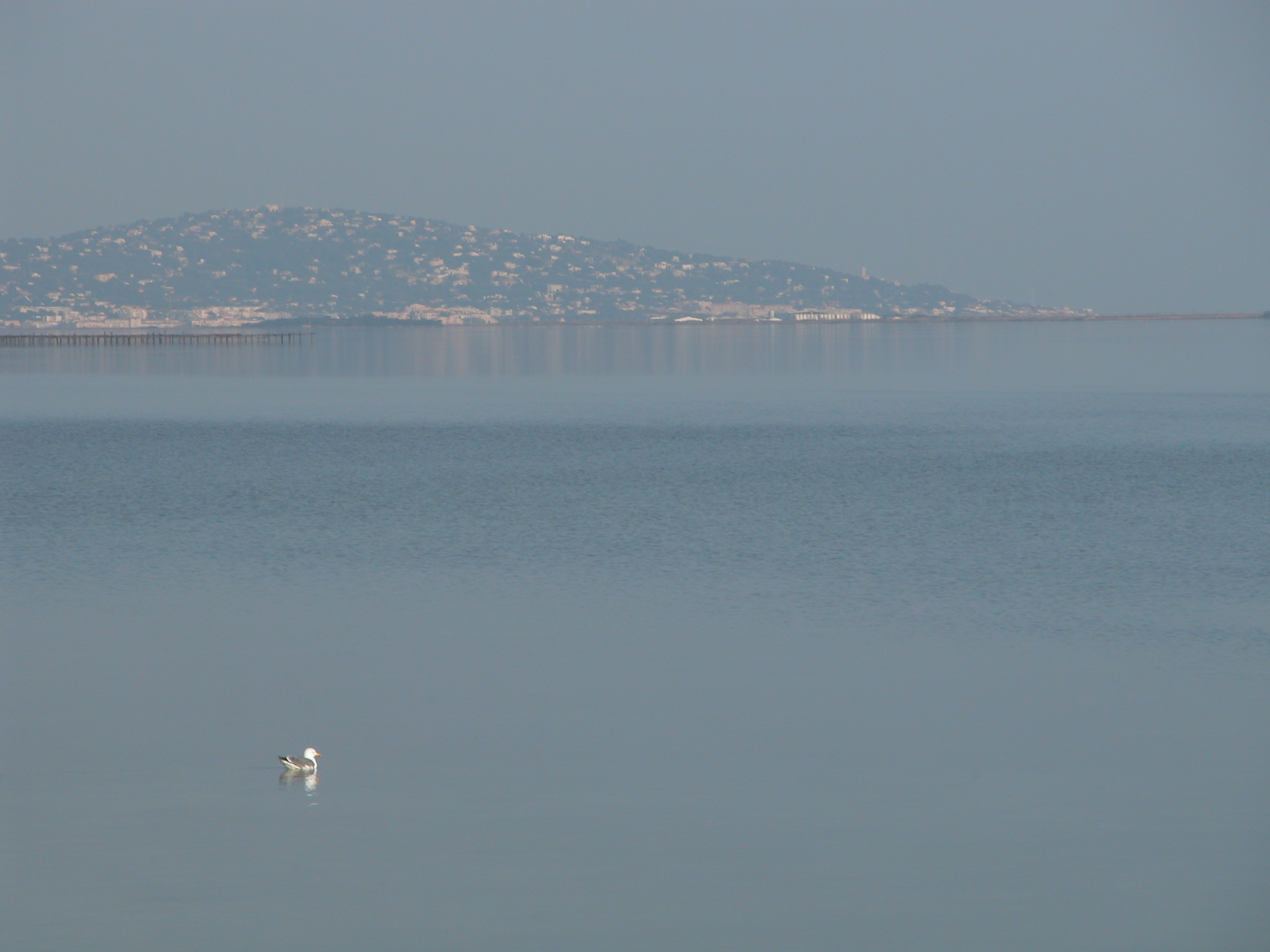
El étang de Thau visto desde Marseillan

El étang de Thau es una laguna costera separada del golfo de León por una barrera de arena costera que enlaza el volcán de Agde y la colina de Sète (el monte Saint-Clair). Se extiende al este en el étang des Eaux-Blanches [laguna de las Aguas Blancas], ahora parcialmente relleno. Al oeste se encuentra el étang y marismas del Bagnas, propiedades de la Conservatoire du littoral y reserva ornitológica protegida. En un lugar llamado «Los Onglous», en la comuna de  Marseillan, el canal du Midi desemboca en la laguna de Thau, que la conecta así con el puerto de Sète y el mar Mediterráneo. El canal del Ródano en Sète, un canal artificial de unos 98 km que entró en servicio en 1789, conecta el étang con el río Ródano.
La profundidad media del lago es de 4,50 m, pero hay fondos de 10 metros y un tercio de los fondos tiene más de 5,50 m. La profundidad máxima es de 30 m en lugar de la Bise.
El volumen de agua de la laguna es de 340 hm³. La laguna recibe:
- aguas de lluvia: 48 millones de m³/año;
- aguas de escorrentíade arroyos (Vène, Aygues Vagues, Joncas, etc.): 30 millones de m³/año, estas aguas pueden conducir a la contaminación potencial de diversos tipos;
- aguas de fuentes submarinas de la Vise a lo largo de Balaruc-les-Bains: 9 millones de m³/año;
- aguas del Mediterráneo a través de los graus de la Pisse-Saumes y de la Quinzaine en Marseillan-Plage y de los canales de Sète: entre 0,75 y 3.700.000 m³/día. La marea del Mediterráneo aunque baja, deja sentir su influencia; y además, eleva el nivel del agua baja por el viento del norte, y sube cuando el viento sopla desde el mar

La temperatura del agua varía entre 0 °C y +24 °C.
La salinidad cambia durante el año (baja de febrero-junio, más alta de julio a enero). Las aguas de la laguna están bien oxigenada.
Administrativamente, el étang se reparte entre siete comunas héraultaises ribereñas: Sète, Frontignan, Balaruc-les-Bains, Balaruc-le-Vieux, Bouzigues, Loupian, Mèze y Marseillan.

## Actividades
El Servicio de Asuntos Marítimos es el organismo público responsable de la gestión y el control de las actividades económicas en la laguna. La laguna de Thau es la localización de varias actividades económicas:
- producción de ostras y mejillones. Cerca de 600 establecimientos conchilicolas están instalados en la laguna, con unos 2.000 empleos y una producción de más de 12.000 toneladas de ostras por año. La contaminación de las aguas pesa sobre su actividad y a veces da como resultado la prohibición de la venta de ostras y mejillones, como fue el caso por primera vez del 13 de diciembre de 1989 al 18 de enero de 1990.
- pesca;
- escuela de vela.

### Actividades turísticas
El turismo está muy presente alrededor de la laguna de Thau. El número de pernoctaciones alrededor de la laguna de Thau se estima en alrededor de unos 12 millones. Ciertos sitios son un motor para el turismo, como en particular:
- el Museo de la laguna de Thau, en Bouzigues;
- el espacio dedicado a Georges Brassens en Sète;
- el Museo Parque de los dinosaurios de Mèze;
- el M.I.A.M [Museo Internacional de Arte Modesto]

Se puede notar la presencia de varios tipos de turismo, como:
- el turismo termal, que en la comuna de Balaruc-les-Bains representa 60.000 personas (clientes del spa de hidroterapia y sus acompañantes), que lo convierten en la segunda estación termal de Francia y la primera del Mediterráneo .
- actividades náuticas y el puerto deportivo, con más de 1.600 embarcaciones de recreo en 2005, y más de 10 clubes de vela y centros náuticos .

Aunque la actividad turística genera una facturación de 275 millones de euros, es también responsable de algunos de los impactos ambientales sobre la laguna de Thau. De hecho parece que la destrucción del medio ambiente acuático se debe:
- a la introducción de especies invasoras que destruyen las praderas marinas de posidonias;
- a los amarres de embarcaciones de recreo;
- a la presencia de macro-desechos;
- la presencia de grandes cantidades de residuos dejados por los turistas (bolsas de plástico, botellas y otros ...).

La puesta en práctica de medidas de protección tales como clasificación del étang en zona de Natura 2000 y la elaboración de documentos de planificación, como el SAGE (Schéma d'aménagement et de gestion des eaux) elaborado por el SMBT Syndicat Mixte du Bassin de Thau ofrece la esperanza de una mejor gestión y protección de este espacio único en su género.

### Puertos
- Puertos deportivos:
  - Sète: Barrou y La Corniche
  - Balaruc-les-Bains
  - Bouzigues
  - Mèze
  - Marseillan

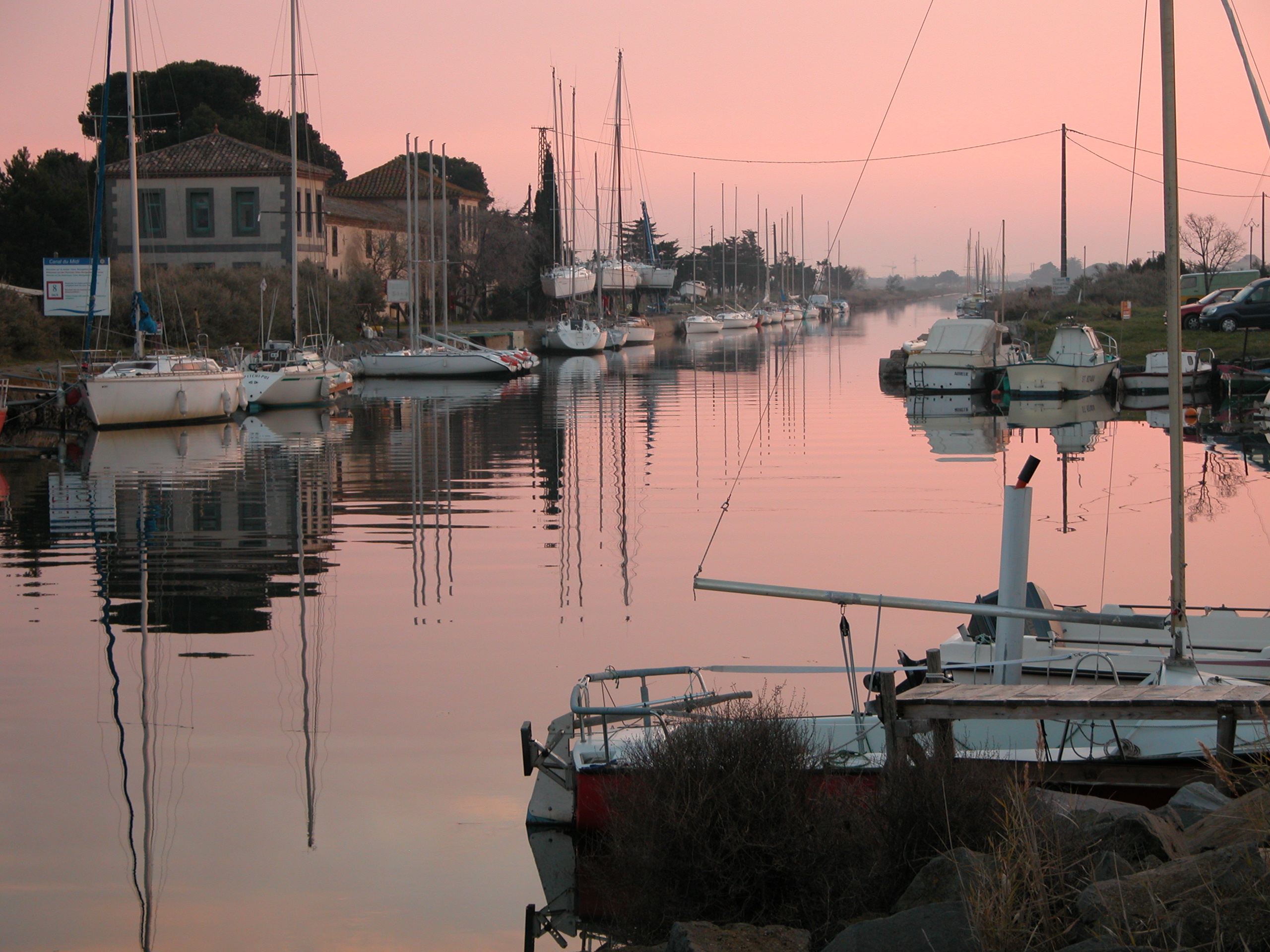
El canal del Midi conecta con la laguna de Thau en Marseillan.

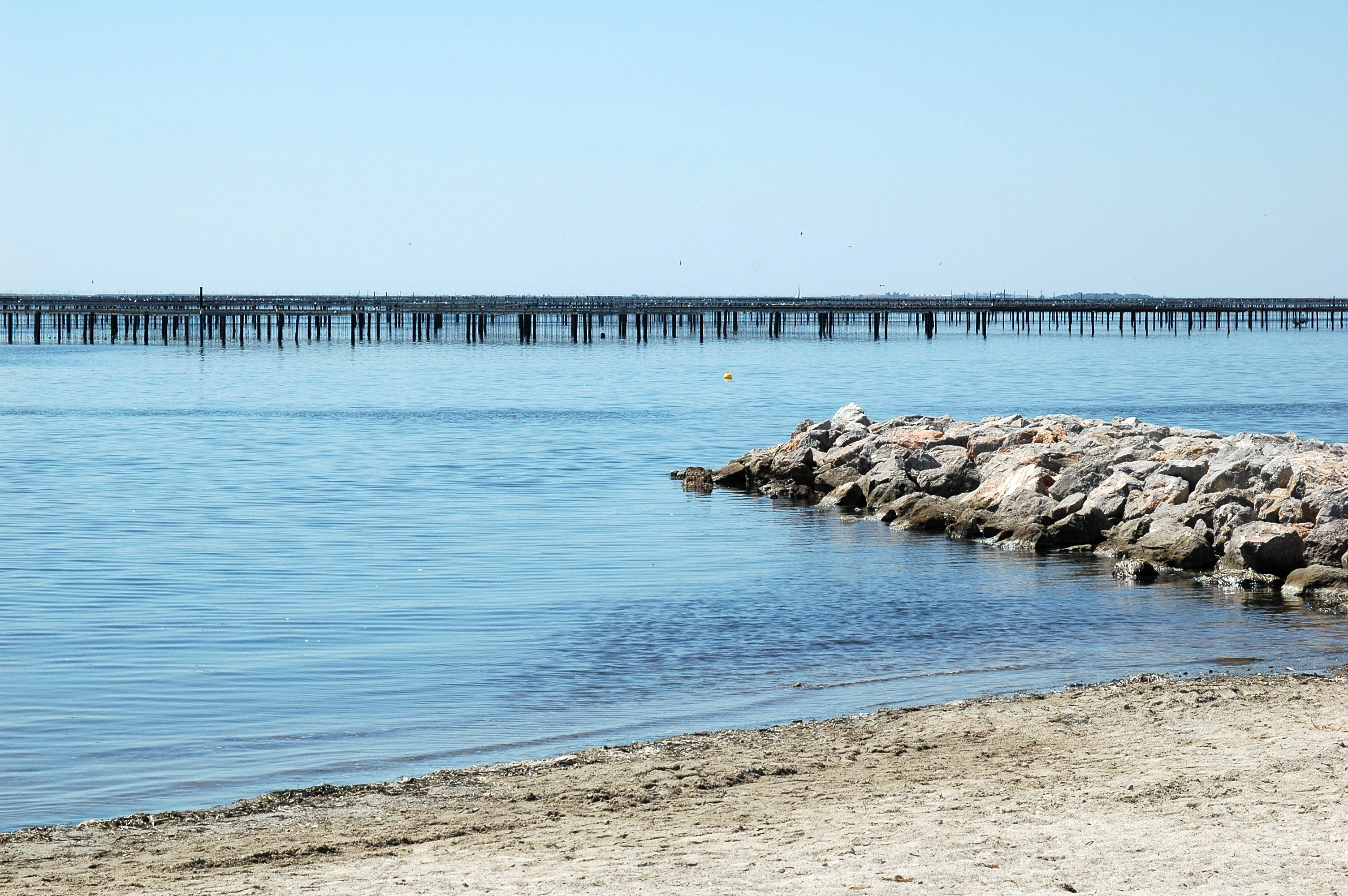
Parque de mejillones de Bouzigues

- Puertos pesqueros y de conchilicultura:
  - Sète: Barrou y Pointe Courte
  - Bouzigues
  - Mèze: Mourre Blanc
  - Marseillan
  - Loupian

## Fauna
El étang alberga igualmente muchas especies animales, como:
- Aves:

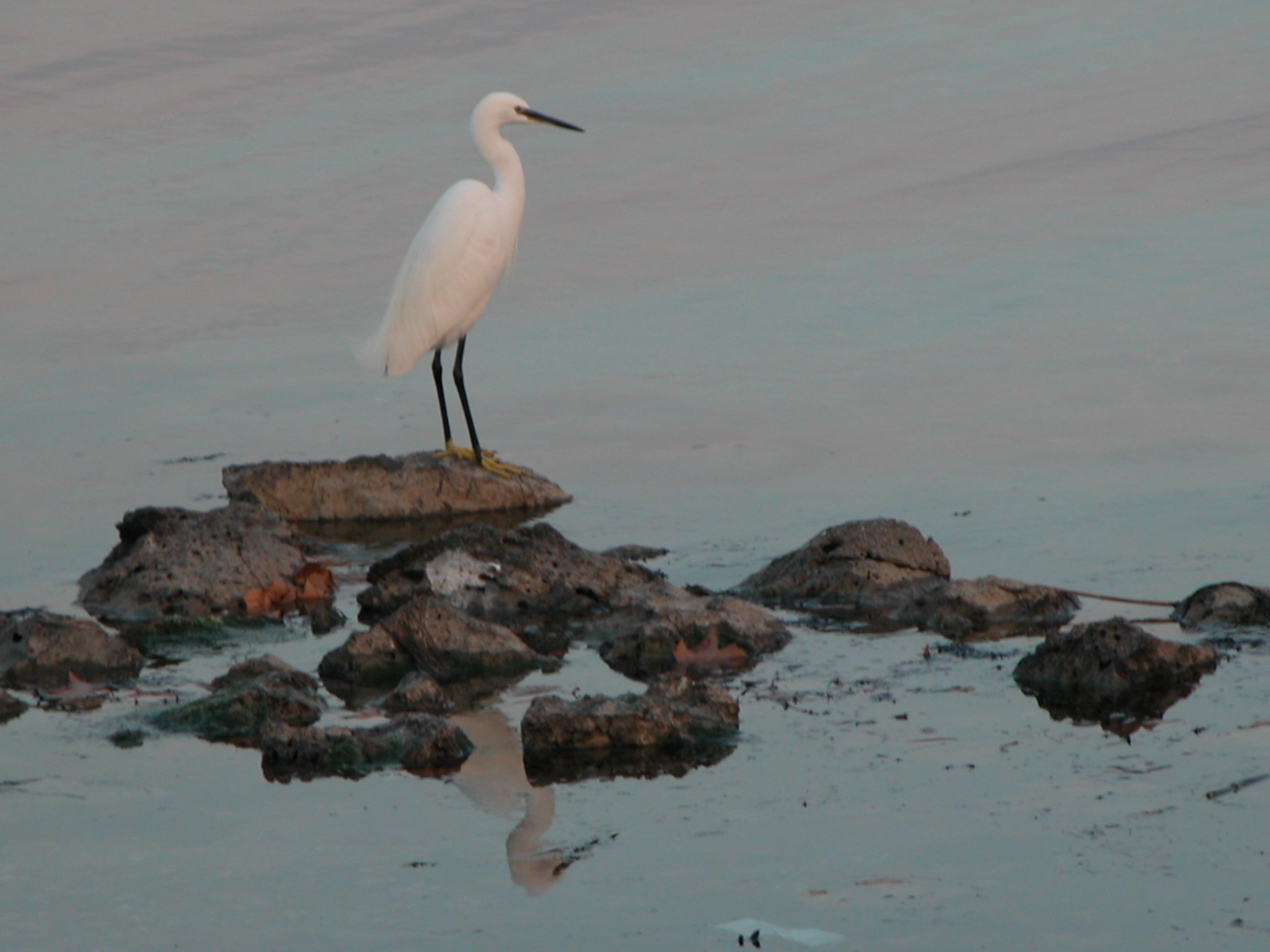
Garceta común al borde del étang

- garceta común (Egretta garzetta), residente;
- avoceta común(Recurvirostra avosetta), residente;
- cigüeñuela común (Himantopus himantopus), residente;
- flamenco rosa (Phoenicopterus ruber), invernada;
- gaviota de Audouin (Larus audouinii), invernada;
- zampullín cuellinegro (Podiceps nigricollis), invernada;
- garcilla bueyera (Bubulcus ibis), reproducción;
- gaviota cabecinegra (Larus melanocephalus), invernada;
- gaviota reidora (Chroicocephalus ridibundus), reproducción;
- bisbita campestre (Anthus campestris), reproducción;
- charrán patinegro (Sterna sandvicensis), reproducción;
- charrancito común (Sterna albifrons), reproducción;
- charrán común (Sterna hirundo), reproducción.

- una rica fauna marina (medusas, peces, hipocampos, algas...).

El étang de Thau es un entorno frágil que debe ser protegido de la presión del mundo moderno (la creciente urbanización, contaminación de origen vario, etc.).